# Az angol labdarúgó-bajnokság harmadosztályának győztesei
Ez a lista az angol labdarúgó-bajnokság harmadik vonalának győzteseit tartalmazza. Zárójelben a győzelmek száma található. A bajnokság 1920-ban jött létre, azóta többféleképpen hívták. Első évében Football League Third Division, 1921-1958-ig az ország északi- és déli terüleire osztották a bajnoki küzdelmeket. 1958-ban visszatért az első alkalommal rendezett szisztéma és újra Football League Third Division néven indultak a pontvadászatok. 1992-től a Premier League létrejöttével a Football League bajnokságai egy szinttel lejjebb kerültek, így Football League Second Divisionra módosították a liga elnevezését. A szervezet 2004-ben hozta létre jelenleg is aktuális bajnoki rendszerét, melyben a harmadosztályt Football League One névre keresztelték.

## Football League Third Division(1920–1921)
| Szezon  | Bajnok         | Második (nem feljutó) |
| ------- | -------------- | --------------------- |
| 1920–21 | Crystal Palace | Southampton           |

## Football League Third Division North/Football League Third Division South(1921–1958)
| Szezon  | North                                         | North                                         | South                                         | South                                         |
|         | Bajnok                                        | Második (nem feljutó)                         | Bajnok                                        | Második (nem feljutó)                         |
| ------- | --------------------------------------------- | --------------------------------------------- | --------------------------------------------- | --------------------------------------------- |
| 1921–22 | Stockport County                              | Darlington                                    | Southampton                                   | Plymouth Argyle                               |
| 1922–23 | Nelson                                        | Bradford Park Avenue                          | Bristol City                                  | Plymouth Argyle                               |
| 1923–24 | Wolverhampton Wanderers                       | Rochdale                                      | Portsmouth                                    | Plymouth Argyle                               |
| 1924–25 | Darlington                                    | Nelson                                        | Swansea City                                  | Plymouth Argyle                               |
| 1925–26 | Grimsby Town                                  | Bradford Park Avenue                          | Reading                                       | Plymouth Argyle                               |
| 1926–27 | Stoke City                                    | Rochdale                                      | Bristol City (2)                              | Plymouth Argyle                               |
| 1927–28 | Bradford Park Avenue                          | Lincoln City                                  | Millwall                                      | Northampton Town                              |
| 1928–29 | Bradford City                                 | Stockport County                              | Charlton Athletic                             | Crystal Palace                                |
| 1929–30 | Port Vale                                     | Stockport County                              | Plymouth Argyle                               | Brentford                                     |
| 1930–31 | Chesterfield                                  | Lincoln City                                  | Notts County                                  | Crystal Palace                                |
| 1931–32 | Lincoln City                                  | Gateshead                                     | Fulham                                        | Reading                                       |
| 1932–33 | Hull City                                     | Wrexham                                       | Brentford                                     | Exeter City                                   |
| 1933–34 | Barnsley                                      | Chesterfield                                  | Norwich City                                  | Coventry City                                 |
| 1934–35 | Doncaster Rovers                              | Halifax Town                                  | Charlton Athletic (2)                         | Reading                                       |
| 1935–36 | Chesterfield (2)                              | Chester City                                  | Coventry City                                 | Luton Town                                    |
| 1936–37 | Stockport County (2)                          | Lincoln City                                  | Luton Town                                    | Notts County                                  |
| 1937–38 | Tranmere Rovers                               | Doncaster Rovers                              | Millwall (2)                                  | Bristol City                                  |
| 1938–39 | Barnsley (2)                                  | Doncaster Rovers                              | Newport County                                | Crystal Palace                                |
| 1939–40 | A második világháború miatt nem rendezték meg | A második világháború miatt nem rendezték meg | A második világháború miatt nem rendezték meg | A második világháború miatt nem rendezték meg |
| 1940–41 | A második világháború miatt nem rendezték meg | A második világháború miatt nem rendezték meg | A második világháború miatt nem rendezték meg | A második világháború miatt nem rendezték meg |
| 1941–42 | A második világháború miatt nem rendezték meg | A második világháború miatt nem rendezték meg | A második világháború miatt nem rendezték meg | A második világháború miatt nem rendezték meg |
| 1942–43 | A második világháború miatt nem rendezték meg | A második világháború miatt nem rendezték meg | A második világháború miatt nem rendezték meg | A második világháború miatt nem rendezték meg |
| 1943–44 | A második világháború miatt nem rendezték meg | A második világháború miatt nem rendezték meg | A második világháború miatt nem rendezték meg | A második világháború miatt nem rendezték meg |
| 1944–45 | A második világháború miatt nem rendezték meg | A második világháború miatt nem rendezték meg | A második világháború miatt nem rendezték meg | A második világháború miatt nem rendezték meg |
| 1945–46 | A második világháború miatt nem rendezték meg | A második világháború miatt nem rendezték meg | A második világháború miatt nem rendezték meg | A második világháború miatt nem rendezték meg |
| 1946–47 | Doncaster Rovers (2)                          | Rotherham United                              | Cardiff City                                  | Queens Park Rangers                           |
| 1947–48 | Lincoln City (2)                              | Rotherham United                              | Queens Park Rangers                           | Bournemouth & Boscombe Athletic               |
| 1948–49 | Hull City (2)                                 | Rotherham United                              | Swansea City (2)                              | Reading                                       |
| 1949–50 | Doncaster Rovers (3)                          | Gateshead                                     | Notts County (2)                              | Northampton Town                              |
| 1950–51 | Rotherham United                              | Mansfield Town                                | Nottingham Forest                             | Norwich City                                  |
| 1951–52 | Lincoln City (3)                              | Grimsby Town                                  | Plymouth Argyle (2)                           | Reading                                       |
| 1952–53 | Oldham Athletic                               | Port Vale                                     | Bristol Rovers                                | Millwall                                      |
| 1953–54 | Port Vale (2)                                 | Barnsley                                      | Ipswich Town                                  | Brighton & Hove Albion                        |
| 1954–55 | Barnsley (3)                                  | Accrington Stanley                            | Bristol City (3)                              | Leyton Orient                                 |
| 1955–56 | Grimsby Town (2)                              | Derby County                                  | Leyton Orient                                 | Brighton Hove & Albion                        |
| 1956–57 | Derby County                                  | Hartlepool United                             | Ipswich Town (2)                              | Torquay United                                |
| 1957–58 | Scunthorpe United                             | Accrington Stanley                            | Brighton & Hove Albion                        | Brentford                                     |

## Football League Third Division(1958–1992)
| Szezon  | Bajnok                      | Második                | Feljutó hely        | Rájátszás győztese  |
| ------- | --------------------------- | ---------------------- | ------------------- | ------------------- |
| 1958–59 | Plymouth Argyle (3)         | Hull City              |                     |                     |
| 1959–60 | Southampton (2)             | Norwich City           |                     |                     |
| 1960–61 | Bury                        | Walsall                |                     |                     |
| 1961–62 | Portsmouth (2)              | Grimsby Town           |                     |                     |
| 1962–63 | Northampton Town            | Swindon Town           |                     |                     |
| 1963–64 | Coventry City (2)           | Crystal Palace         |                     |                     |
| 1964–65 | Carlisle United             | Bristol City           |                     |                     |
| 1965–66 | Hull City (2)               | Millwall               |                     |                     |
| 1966–67 | Queens Park Rangers (2)     | Middlesbrough          |                     |                     |
| 1967–68 | Oxford United               | Bury                   |                     |                     |
| 1968–69 | Watford                     | Swindon Town           |                     |                     |
| 1969–70 | Leyton Orient (2)           | Luton Town             |                     |                     |
| 1970–71 | Preston North End           | Fulham                 |                     |                     |
| 1971–72 | Aston Villa                 | Brighton & Hove Albion |                     |                     |
| 1972–73 | Bolton Wanderers            | Notts County           |                     |                     |
| 1973–74 | Oldham Athletic (2)         | Bristol Rovers         | York City           |                     |
| 1974–75 | Blackburn Rovers            | Plymouth Argyle        | Charlton Athletic   |                     |
| 1975–76 | Hereford United             | Cardiff City           | Millwall            |                     |
| 1976–77 | Mansfield Town              | Brighton & Hove Albion | Crystal Palace      |                     |
| 1977–78 | Wrexham                     | Cambridge United       | Preston North End   |                     |
| 1978–79 | Shrewsbury Town             | Watford                | Swansea City        |                     |
| 1979–80 | Grimsby Town (3)            | Blackburn Rovers       | Sheffield Wednesday |                     |
| 1980–81 | Rotherham United (2)        | Barnsley               | Charlton Athletic   |                     |
| 1981–82 | Burnley                     | Carlisle United        | Fulham              |                     |
| 1982–83 | Portsmouth (3)              | Cardiff City           | Huddersfield Town   |                     |
| 1983–84 | Oxford United (2)           | Wimbledon              | Sheffield United    |                     |
| 1984–85 | Bradford City (2)           | Millwall               | Hull City           |                     |
| 1985–86 | Reading (2)                 | Plymouth Argyle        | Derby County        |                     |
| 1986–87 | AFC Bournemouth             | Middlesbrough          |                     | Swindon Town        |
| 1987–88 | Sunderland                  | Brighton & Hove Albion |                     | Walsall             |
| 1988–89 | Wolverhampton Wanderers (2) | Sheffield United       |                     | Port Vale           |
| 1989–90 | Bristol Rovers(2)           | Bristol City           |                     | Notts County        |
| 1990–91 | Cambridge United            | Southend United        | Grimsby Town        | Tranmere Rovers     |
| 1991–92 | Brentford (2)               | Birmingham City        |                     | Peterborough United |

## Football League Second Division(1992–2004)
| Szezon  | Bajnok                     | Második                 | Rájátszás győztese     |
| ------- | -------------------------- | ----------------------- | ---------------------- |
| 1992–93 | Stoke City (2)             | Bolton Wanderers        | West Bromwich Albion   |
| 1993–94 | Reading (3)                | Port Vale               | Burnley                |
| 1994–95 | Birmingham City            | Brentford (nem feljutó) | Huddersfield Town      |
| 1995–96 | Swindon Town               | Oxford United           | Bradford City          |
| 1996–97 | Bury (2)                   | Stockport County        | Crewe Alexandra        |
| 1997–98 | Watford (2)                | Bristol City            | Grimsby Town           |
| 1998–99 | Fulham (2)                 | Walsall                 | Manchester City        |
| 1999–00 | Preston North End (2)      | Burnley                 | Gillingham             |
| 2000–01 | Millwall (3)               | Rotherham               | Walsall                |
| 2001–02 | Brighton & Hove Albion (2) | Reading                 | Stoke City             |
| 2002–03 | Wigan Athletic             | Crewe Alexandra         | Cardiff City           |
| 2003–04 | Plymouth Argyle (4)        | Queens Park Rangers     | Brighton & Hove Albion |

## Football League One(2004–)
| Szezon  | Bajnok                      | Második             | Rájátszás győztese  |
| ------- | --------------------------- | ------------------- | ------------------- |
| 2004–05 | Luton Town (2)              | Hull City           | Sheffield Wednesday |
| 2005–06 | Southend United             | Colchester United   | Barnsley            |
| 2006–07 | Scunthorpe United (2)       | Bristol City        | Blackpool           |
| 2007–08 | Swansea City (3)            | Nottingham Forest   | Doncaster Rovers    |
| 2008–09 | Leicester City              | Peterborough United | Scunthorpe United   |
| 2009–10 | Norwich City (2)            | Leeds United        | Millwall            |
| 2010–11 | Brighton & Hove Albion (3)  | Southampton         | Peterborough United |
| 2011–12 | Charlton Athletic (3)       | Sheffield Wednesday | Huddersfield Town   |
| 2012–13 | Doncaster Rovers (4)        | AFC Bournemouth     | Yeovil Town         |
| 2013–14 | Wolverhampton Wanderers (3) | Brentford           | Rotherham United    |
| 2014–15 | Bristol City (4)            | MK Dons             | Preston North End   |
| 2015–16 | Wigan Athletic (2)          | Burton Albion       | Barnsley            |
| 2016–17 | Sheffield United            | Bolton Wanderers    | Millwall            |
| 2017–18 | Wigan Athletic (3)          | Blackburn Rovers    | Rotherham United    |
| 2018–19 | Luton Town (3)              | Barnsley            | Charlton Athletic   |

## Összes győzelem
- 4 győzelem: Bristol City, Doncaster Rovers, Plymouth Argyle
- 3 győzelem: Barnsley, Brighton & Hove Albion,  Charlton Athletic, Grimsby Town, Hull City, Lincoln City, Luton Town, Millwall, Portsmouth, Reading, Swansea City, Wolverhampton Wanderers, Wigan Athletic
- 2 győzelem: Bradford City, Brentford, Bristol Rovers, Bury, Chesterfield, Coventry City, Fulham, Ipswich Town, Leyton Orient, Norwich City, Notts County, Oldham Athletic, Oxford United, Port Vale, Preston North End, Queens Park Rangers, Rotherham United, Scunthorpe United, Southampton, Stoke City, Stockport County, Watford
- 1 győzelem: Aston Villa, Birmingham City, Blackburn Rovers, Bolton Wanderers, Bournemouth, Bradford Park Avenue, Burnley, Cambridge United, Cardiff City, Carlisle United, Crystal Palace, Darlington, Derby County, Hereford United, Leicester City, Mansfield Town, Nelson, Newport County, Northampton Town, Nottingham Forest, Shrewsbury Town, Sheffield United Southend United, Sunderland, Swindon Town, Tranmere Rovers, Wrexham

## Legsikeresebb városok
A harmadosztályt eddig 64 csapat tudta megnyerni, összesen 53 városból.
| Város           | Bajnoki címek | Klubok |
| --------------- | ------------- | --- |
| London          | 15            | Charlton Athletic (3), Millwall (3), Brentford (2), Queens Park Rangers (2), Fulham (2), Leyton Orient (2), Crystal Palace (1) |
| Bristol         | 6             | Bristol City (4), Bristol Rovers (2)                                                                                           |
| Doncaster       | 4             | Doncaster Rovers (4) |
| Plymouth        | 4             | Plymouth Argyle (4) |
| Stoke-on-Trent  | 4             | Port Vale (2), Stoke City (2)                                                                                                  |
| Barnsley        | 3             | Barnsley (3) |
| Bradford        | 3             | Bradford City (2), Bradford Park Avenue (1)                                                                                    |
| Brighton        | 3             | Brighton & Hove Albion (3) |
| Grimsby         | 3             | Grimsby Town (3) |
| Hull            | 3             | Hull City (3) |
| Lincoln         | 3             | Lincoln City (3) |
| Nottingham      | 3             | Notts County (2), Nottingham Forest (1)                                                                                        |
| Portsmouth      | 3             | Portsmouth (3) |
| Reading         | 3             | Reading (3) |
| Swansea         | 3             | Swansea City (3) |
| Wolverhampton   | 3             | Wolverhampton Wanderers (3) |
| Luton           | 3             | Luton Town (3) |
| Birmingham      | 2             | Aston Villa (1), Birmingham City (1)                                                                                           |
| Bury            | 2             | Bury (2) |
| Chesterfield    | 2             | Chesterfield (2) |
| Coventry        | 2             | Coventry City (2) |
| Ipswich         | 2             | Ipswich Town (2) |
| Norwich         | 2             | Norwich City (2) |
| Oldham          | 2             | Oldham Athletic (2) |
| Oxford          | 2             | Oxford United (2) |
| Preston         | 2             | Preston North End (2) |
| Rotherham       | 2             | Rotherham United (2) |
| Scunthorpe      | 2             | Scunthorpe United (2) |
| Southampton     | 2             | Southampton (2) |
| Stockport       | 2             | Stockport County (2) |
| Watford         | 2             | Watford (2) |
| Wigan           | 2             | Wigan Athletic (2) |
| Birkenhead      | 1             | Tranmere Rovers (1) |
| Blackburn       | 1             | Blackburn Rovers (1) |
| Bolton          | 1             | Bolton Wanderers (1) |
| Bournemouth     | 1             | Bournemouth (1) |
| Burnley         | 1             | Burnley (1) |
| Cambridge       | 1             | Cambridge United (1) |
| Cardiff         | 1             | Cardiff City (1) |
| Carlisle        | 1             | Carlisle United (1) |
| Darlington      | 1             | Darlington (1) |
| Derby           | 1             | Derby County (1) |
| Hereford        | 1             | Hereford United (1) |
| Leicester       | 1             | Leicester City (1) |
| Mansfield       | 1             | Mansfield Town (1) |
| Nelson          | 1             | Nelson (1) |
| Newport         | 1             | Newport County (1) |
| Northampton     | 1             | Northampton Town (1) |
| Shrewsbury      | 1             | Shrewsbury Town (1) |
| Southend-on-Sea | 1             | Southend United (1) |
| Sunderland      | 1             | Sunderland (1) |
| Swindon         | 1             | Swindon Town (1) |
| Wrexham         | 1             | Wrexham (1) |

## Lásd még
- Az angol labdarúgó-bajnokság másodosztályának győztesei
- Az angol labdarúgó-bajnokság harmadosztályának győztesei
- Az angol labdarúgó-bajnokság negyedosztályának győztesei
- Az angol labdarúgó-bajnokság ötödosztályának győztesei
- Az angol labdarúgó-bajnokság hatodosztályának győztesei
- Az angol labdarúgó-bajnokság hetedosztályának győztesei
- Az angol labdarúgó-bajnokság nyolcadosztályának győztesei